# جمع شید
«جمع شید» (به انگلیسی: Come Together)، ترانه‌ای از گروه راک انگلیسی بیتلز است که توسط جان لنون نوشته و اعتبار آن به لنون-مک‌کارتنی اختصاص داده شده‌است. این ترانه، قطعه آغازین آلبوم ابی رود است و همچنین به عنوان یک تک‌آهنگ همراه با «چیزی» منتشر شد. این ترانه به صدر جدول‌ها در ایالات متحده راه یافت و در رتبه ۴ در بریتانیا قرار گرفت.

## اجرای مایکل جکسون
مایکل جکسون این آهنگ را در سال ۱۹۸۶ اجرا کرد. این آهنگ برای آلبوم بد ضبط شد اما در آن آلبوم قرار نگرفت و بعداً در آلبوم تاریخ: گذشته، حال و آینده، کتاب اول منتشر شد.